# Roberto Morales Alcántara
Roberto Morales (Lima, 11 de enero de 1921-siglo XX) fue un futbolista peruano que jugaba de delantero. Era hermano menor del futbolista José Morales, apodado "chicha", y hermano mayor de los también futbolistas Julio Morales y Ernesto Morales.

## Trayectoria
Su primer club fue Sporting Tabaco, equipo donde se ubica en el top de los máximos goleadores históricos del club ya desaparecido. En 1944 se incorpora al Club Centro Deportivo Municipal, finalmente terminaría su carrera en el Atlético Chalaco con un título nacional en su palmarés.

## Selección nacional
Ha sido internacional con la Selección de fútbol de Perú en varias ocasiones, llegando a debutar en el Campeonato Sudamericano de 1941 disputado en Chile.

### Participaciones en Copa América
| Copa                         | Sede    | Resultado | Partidos | Goles |
| ---------------------------- | ------- | --------- | -------- | ----- |
| Campeonato Sudamericano 1941 | Chile   | 4.º lugar | 2        | 0     |
| Campeonato Sudamericano 1942 | Uruguay | 5.º lugar | 3        | 1     |

## Clubes
| Club                | País | Año       |
| ------------------- | ---- | --------- |
| Sporting Tabaco     | Perú | 1939-1943 |
| Deportivo Municipal | Perú | 1944      |
| Sucre FBC           | Perú | 1945-1946 |
| Atlético Chalaco    | Perú | 1947-1949 |

## Palmarés

### Campeonatos nacionales
| Título             | Club             | País | Año  |
| ------------------ | ---------------- | ---- | ---- |
| Campeonato Peruano | Atlético Chalaco | Perú | 1947 |